# Droga wojewódzka 187
Die Droga wojewódzka 187 (DW 187) ist eine 62 Kilometer lange Droga wojewódzka (Woiwodschaftsstraße) in der polnischen Woiwodschaft Großpolen, die Pniewy  mit Murowana Goślina verbindet. Sie liegt im Powiat Szamotulski und im Powiat Obornicki.

## Straßenverlauf
Woiwodschaft Großpolen, Powiat Szamotulski
-  Pniewy (Pinne) (DK 24, DK 92)
-  Tankstelle (BP)
-  Zamorska
-  Brücke
-  Turowska
-  Wolności
-  Powstańców Wielkopolskich
-  Świętego Floriana 
-  Grobla
-  Poznańska 
-  Pocztowa
-  Dworcowa
-  Targowa
-  Spichrzowa
-  Łąkowa
-  Bahnübergang (Stillgelegte Bahnstrecke Posen–Gorzów Wielkopolski)
-  Polna
-  Wroniecka
-  Brzoskwiniowa
-  Czereśniowa
-  Księdza Mariana Maciejewskiego
-  Leśna
-  Azaliowa
-  Tulipanowa
-  Fiołkowa
-  Słonecznikowa
-  Hiacyntowa
-  Podpniewki (DW 116)
- / Parkplatz (Podpniewki)
-  Konin-Huby
-  Dęborzyce
-  Dęborzyce
-  Tankstelle (Otorowo) (Ottorowo, Otterwalde) (PKN Orle)
-  Otorowo
-  Kreisverkehr, Lipnica (DW 306)
-  Gałowo
-  Szamotuły (Samter)
-  Brücke
-  Targowa
-  Husarska
-  Husarska 
-  Brücke (Sama)
-  (DW 184)
-  Bahnübergang (Bahnstrecke Poznań–Szczecin, Bahnstrecke Szamotuły–Międzychód)
-  Jana Pawła II
-  Daleka
-  Tankstelle (PKN Orle)
-  Odległa
-  Ludwikowo
-  Popówko (Vorderfelde)
-  Popówko (Vorderfelde)
-  Popówko (Vorderfelde)
-  Urbanie
-  Urbanie

Woiwodschaft Großpolen, Powiat Obornicki
-  Chrustowo (Krusten)
-  Brücke (Samica Obornicka)
-  Chrustowo (Krusten)
-  Uścikowo (Neuendorf)
-  Oborniki (Obornik)
-  Szamotulska
-  Zacisze
-  Objezierza
-  Armii Poznań 
-  Mostowa   (DK 11)
-  Mostowa
-  Brücke (Gołaszyńską)
-  Listopada
-  Lipowa, Listopada (DK 11, DW 178)
-  Lipowa (DW 178)
-  Powstańców Wielkopolskich
-  Bahnübergang (Bahnstrecke Poznań–Piła)
-  Empfangsgebäude, Oborniki (Bahnstrecke Poznań–Piła)
-  Kowanowo (Kiestal)
-  Łukowo (Lukowo)
-  Uchorowo (Ohrendorf)
-  Białężyn
-  Kreisverkehr, Murowana Goślina (Murowana Goslin) (DW 196)